# Ilión grecorromana
Ilión (en griego antiguo: Ἴλιον, también Ilios, Ἴλιος; en latín: Ilium) fue una ciudad griega y ciudad-Estado (polis) en la región histórica de Tróade en Anatolia, en la parte noroccidental de la actual Turquía. Estaba situada en el emplazamiento de la antigua ciudad de Troya. En arqueología, los estratos de la antigua ciudad entre las capas del tell de Troya se conocen como Troya VIII y Troya IX.

## Geografía
En la antigüedad, Ilión estaba situada en la región de Tróade, llamada así por la antigua ciudad de Troya. En la actualidad, la ciudad se encuentra en el mismo montículo en ruinas de Hisarlik que Troya. El lugar se encontraba a unos cinco kilómetros tanto del mar Egeo como del Helesponto, cerca del punto donde el río Simois (actual Dümruk Su) se unía con el río Escamandro (actual Karamenderes). La ciudad fue construida sobre un saliente del monte Ida, que separaban los valles del Escamandro y del Simois. Respecto a estos ríos, una vez que han pasado el primero cerca de Sigeo y el segundo de Retio, confluyen un poco antes de Ilión para desembocar luego en Sigeo.

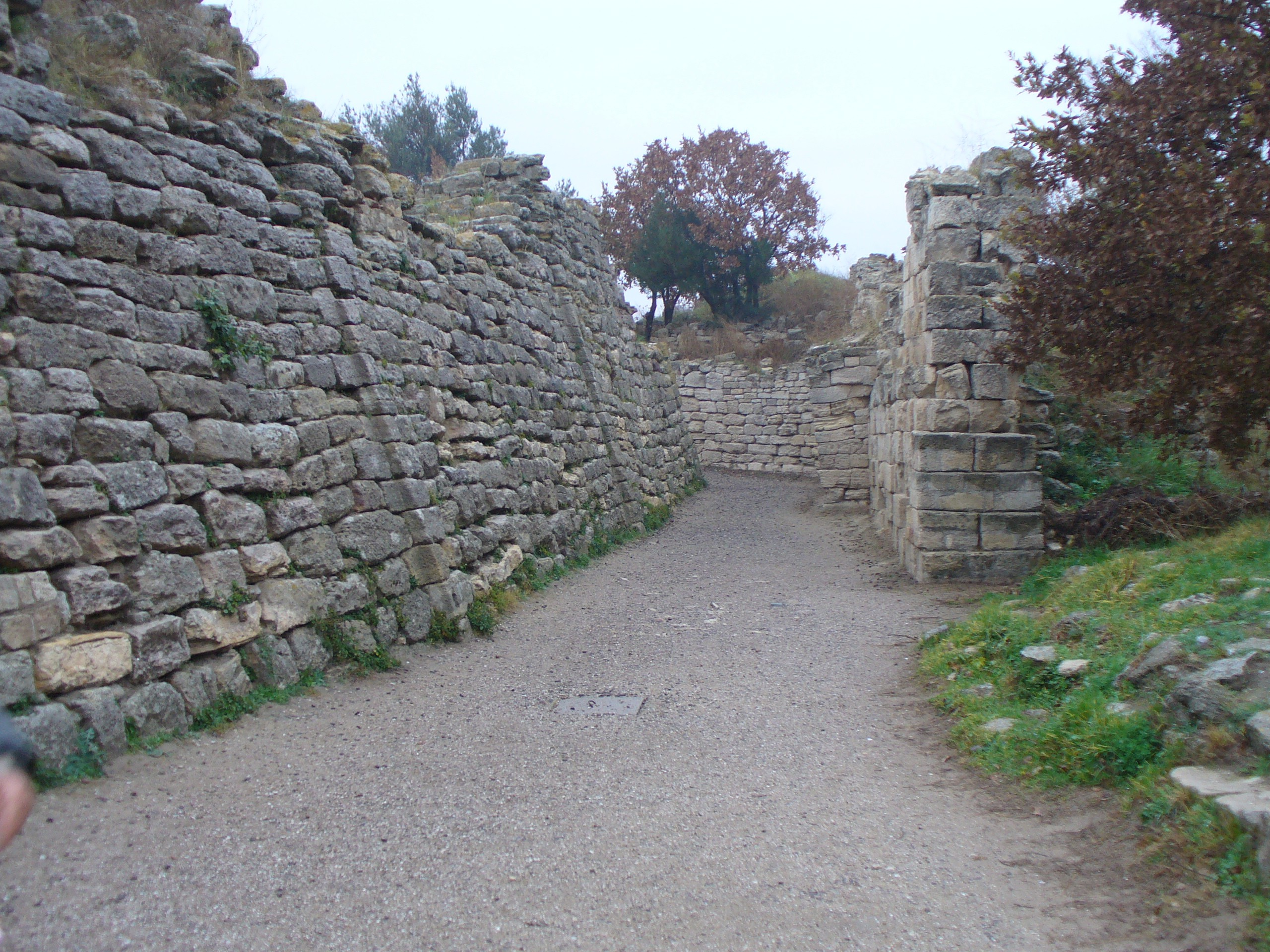
Murallas de Troya VII y IX.

También se creía en la antigüedad que la ciudad de Ilión estaba situada en el emplazamiento de la antigua Troya. Ningún escritor griego o romano lo puso en duda hasta Demetrio de Escepsis, y Estrabón, adoptaron su opinión al respecto. Incluso después de esto, la opinión general permaneció inalterada, tanto entre los propios ilieos como en el mundo griego, como si nunca se hubiera oído hablar de las críticas de Demetrio y Estrabón. Estos críticos buscaban la antigua Ilión más hacia el interior, porque consideraban que la llanura entre la nueva Ilión y la costa era demasiado pequeña para las hazañas heroicas descritas  por Homero en la Ilíada. Aunque se vieron obligados a admitir que no había rastro de la antigua Ilión en ningún otro lugar, siguieron asumiendo que debía estar situada a unos 42 estadios tierra adentro desde la costa. En consecuencia, incluso se fijó un lugar concreto, al que se dio el nombre de "aldea de Ilión" (en griego antiguo: Ἰλιέων κώμη, romanizado: Ilieōn kōmē).

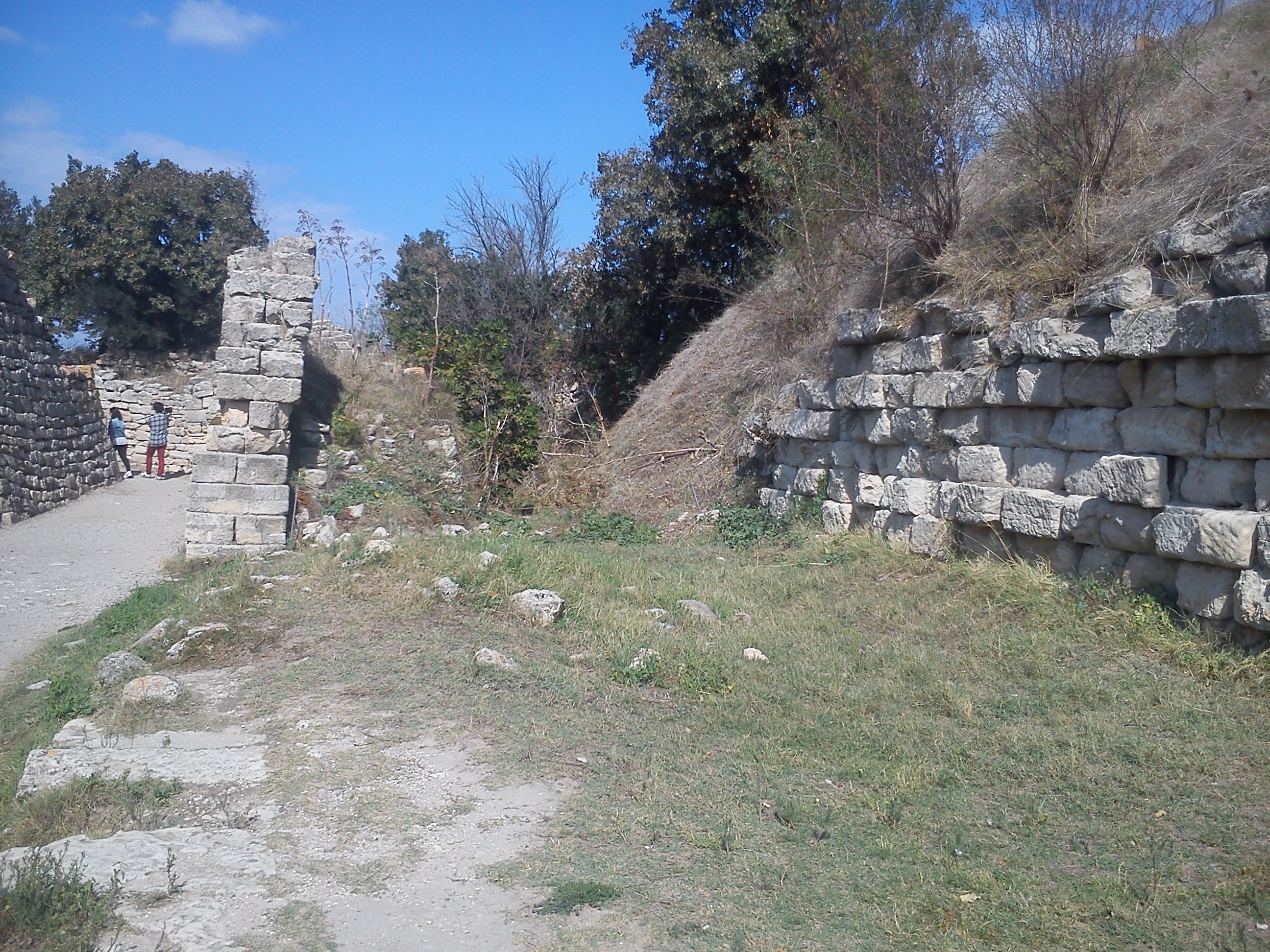
Muralla de Troya VIII.

La idea de que la antigua y la nueva Ilion estuvieran situadas en lugares diferentes no resuelve en modo alguno los problemas que se suponía debía resolver, porque el espacio entre la costa y la ciudad sería aún demasiado pequeño.  Además, se basa en la suposición de que el relato de Homero habría sido geográfica e históricamente exacto e incluso se habría esforzado por ser preciso en estas cuestiones. Sin embargo, es imposible encontrar ningún emplazamiento en la región que corresponda exactamente a la representación del poeta. La investigación moderna, al igual que en la antigüedad, considera evidente que la nueva Ilión estaba situada en el mismo lugar que la antigua. El hecho de que la geografía del lugar no se corresponda plenamente con las descripciones de Homero es simplemente el resultado de que cuenta la leyenda sin ningún intento de precisión geográfica. Sin embargo, la descripción de Homero también es, en líneas generales, exacta en cuanto a la geografía de la zona.
El territorio bajo el control de la ciudad-Estado de Ilión era conocida como Ilias (Ἰλιάς). Su tamaño se ha estimado en unos 100−500 km2.

## Historia

### Prehistoria y mitología
La Troya original, normalmente llamada Ilión en las fuentes griegas, fue una importante ciudad de la Edad del Bronce. Es especialmente conocida por la mitología griega de la guerra de Troya, librada por los ejércitos combinados de los griegos contra la ciudad, y relatada en las epopeyas del ciclo épico, la más famosa en la Ilíada de Homero. Según la interpretación tradicional griega, la guerra terminó con la destrucción de Troya en 1184 a. C. La arqueología apoya bastante el momento tradicional. La guerra suele asociarse con la última fase de la Edad del Bronce en las capas del montículo troyano, la capa Troya VIIa, que fue destruida hacia el 1180 a. C. Un asentamiento más pequeño de la Edad del Hierro temprana permaneció en el sitio incluso después de esto. Estas fases se conocen en arqueología como Troya VIIb1, Troya VIIb2 y Troya VIIb3.

### Épocas arcaica y clásica
Más tarde, en la época arcaica, se construyó una ciudad griega, la Nueva Ilión, en el emplazamiento de la antigua Troya. Fue fundada por colonos eolios en algún momento antes del 700 a. C., unos 400 años después de la destrucción de Troya VIIb, según las evidencias arqueológicas, la época arcaica y clásica de la ciudad griega en los yacimientos de las ruinas troyanas se conoce como Troya VIII. Sin embargo, el emplazamiento de la ciudad parece haber estado habitado de forma casi continua también entre Troya VIIb y VIII.

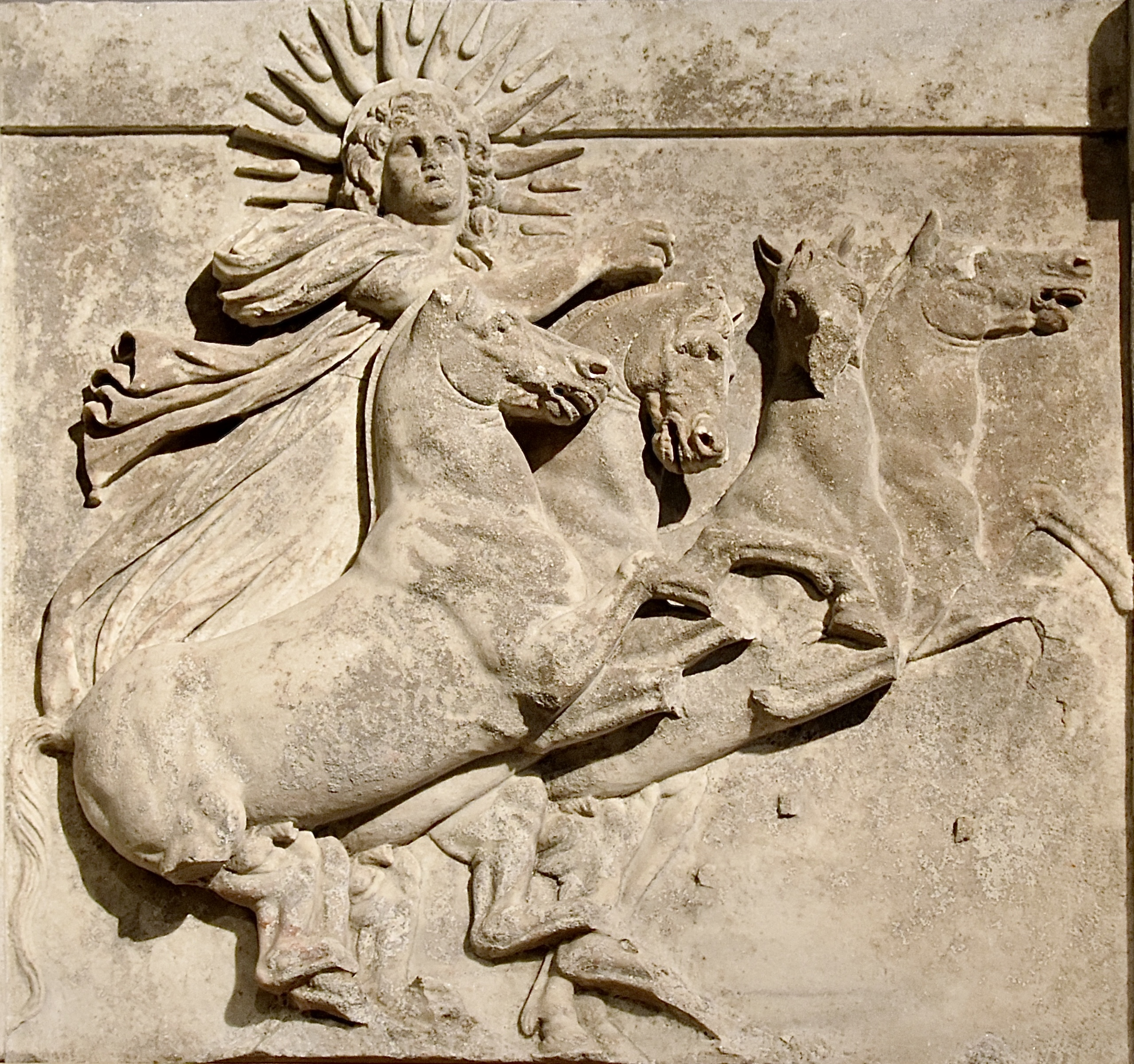
Metopa que representa a Helios, procedente del Templo de Atenea Ilias de la fase VIII de Troya. Altes Museum, Berlín.

Las fuentes antiguas no indican la fecha de la fundación de la ciudad ni sus inicios, ni tampoco su ubicación exacta. Según Estrabón, la ciudad de Ilión se habría fundado durante la última dinastía de los reyes lidios, es decir, antes de la caída de Asia Menor en manos del Imperio aqueménida. Basándose en pruebas arqueológicas, Ilión parece haber existido ya en 600-500 a. C., y floreció en esa época. Como ciudad-Estado, pudo haber estado bajo el dominio de la cercana Sigeo, ya que era un lugar mucho más importante que Ilión, al menos en ella época arcaica, y objeto de una disputa entre Atenas y Mitilene. Heródoto cuenta que Jerjes I mandó sacrificar cien vacas, en honor de Atenea Ilíada, a la ciudad de Príamo en la acrópolis  antes de su invasión de Grecia en el 480 a. C., pero esta información no implica directamente que hubiera una ciudad allí en tiempos de Jerjes.
Tucídides dice que fue arrebatada a los mitileneos por los atenienses en la guerra del Peloponeso, durante la campaña de Paques.
En base a pruebas arqueológicas, Ilión parece haber declinado en el periodo clásico entre 400 y 300 a. C. Sin embargo, desde entonces, poco más se sabe de la historia de la ciudad. La ciudad formaba parte de la Liga de Delos, liderada por Atenas, y figura en las listas de impuestos de la Liga en 425/424 y 422/421 a. C. La ciudad acuñó sus propias monedas de plata y bronce a finales del 300 a. C. El etnónimo utilizado por los ciudadanos era ilieos (Ἰλιεύς), en femenino ilias (Ἰλιάς). Tanto Jenofonte como Pseudo Escílax mencionan Ilión.

### Períodos helenístico y romano
Los periodos helenístico y romano supusieron un nuevo apogeo para Ilión. Fue favorecida por Alejandro Magno y Lisímaco, y más tarde por muchos emperadores romanos. La razón de su popularidad era la ya mencionada —y aún considerada correcta— creencia común de que la ciudad fue construida en el mismo lugar que la antigua y sagrada ciudad de Troya.

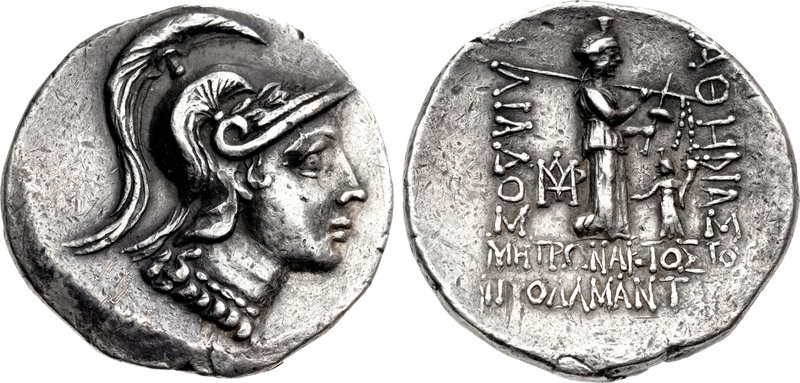
Tetradracma de plata acuñado por Ilión en las guerras mitridáticas de 95-87 a. C.. Representa a Atenea con casco y a Atenea Ilias o a Paladio y Tiqué.

Alejandro Magno visitó Ilión en su expedición militar a Asia. La llegada de Alejandro Magno y su visita al templo de Atenea Ilias las relata
Flavio Arriano, situándolas antes de la batalla del Gránico (334 a. C.), como
también Plutarco, Diodoro Sículo, Marco Juniano Justino, o Diodoro Sículo. El rey macedonio adornó el santuario con ofrendas, dio a la aldea el título de ciudad, ordenó que la realzaran con edificios y le otorgó la libertad y exención de impuestos. Ilión fue refundada a principios del periodo helenístico. Probablemente fue obra de Lisímaco, que también reconstruyó la ciudad. En aquella época, Ilión era una democracia, con el strategos como funcionario más importante. Alrededor del año 300 a. C., la ciudad concluyó un acuerdo de sympoliteia con Lámpsaco. Se dice que alguien llamado Caridemo destruyó Ilión en una ocasión, pero no hay más información sobre él ni sobre la fecha del suceso. Sigeo fue destruida por los habitantes de Ilión en algún momento del periodo helenístico.

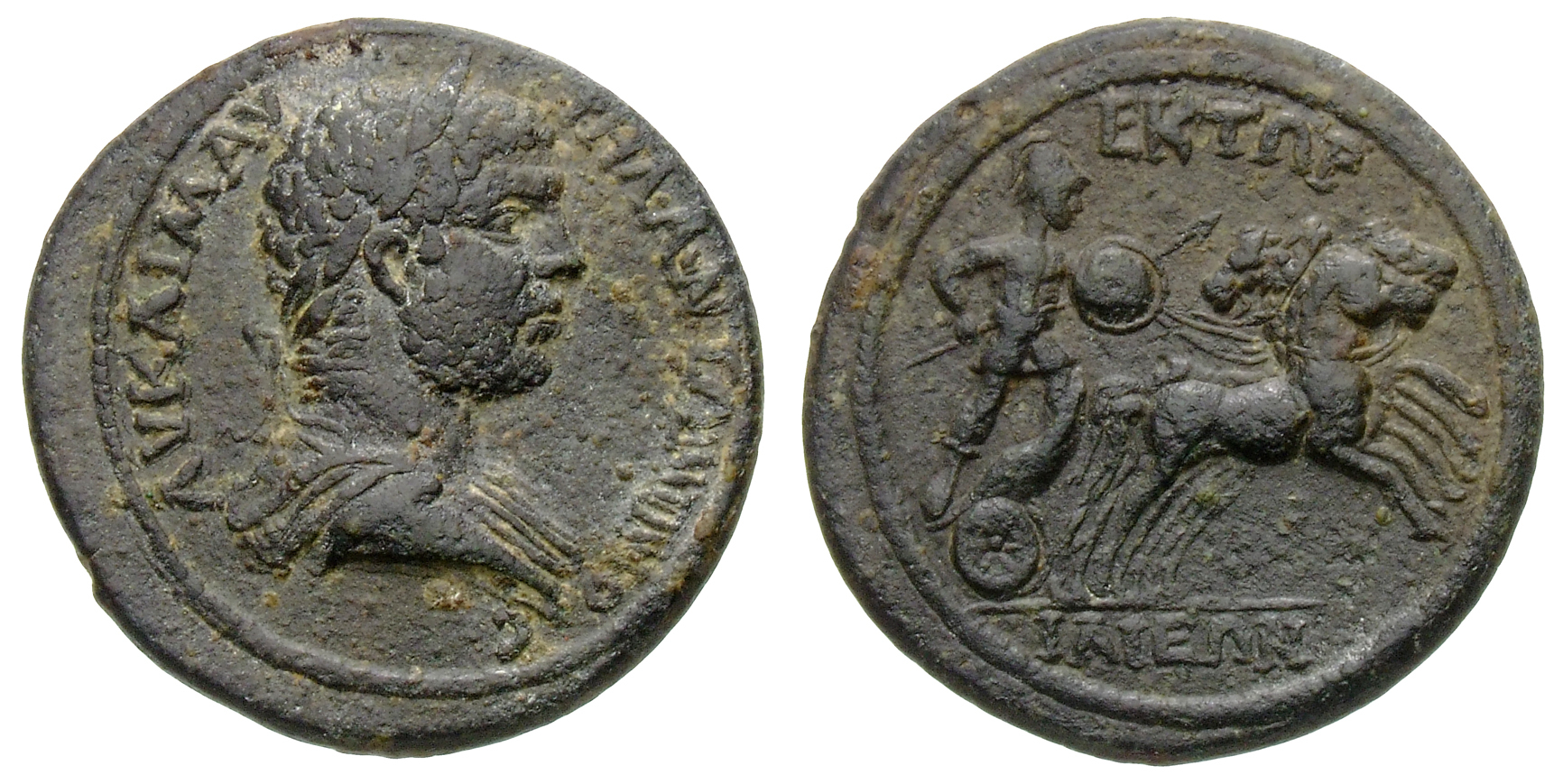
Moneda acuñada por Ilión para el emperador Caracalla de 211-217, con Caracalla y el texto y Héctor y el texto.

Los gálatas cruzaron a Asia en el 279 a. C. Según Polibio, sitiaron Ilión en el 216 a. C., pero fueron expulsados de allí y de toda la Tróade por un ejército mandado por los habitantes de Alejandría de Tróade.
Ilión era una ciudad-aldea cuando los romanos derrotaron a Antíoco III el Grande (223-187 a. C.) en la batalla de Magnesia junto al Sípilo en el 189 a. C.
Ilión sufrió las guerras mitridáticas en el 85 a. C., cuando Fimbria capturó la ciudad, causando una gran destrucción. Según Estrabón, «Fimbria había sido enviado como cuestor junto al cónsul Lucio Valerio Flaco cuando este fue elegido para la guerra contra Mitrídates VI, pero después de provocar un levantamiento y matar al cónsul cerca de Bitinia, se declaró a si mismo jefe del ejército y avanzando hacia Ilión, como los ilieos no querían recibirle porque era un bandido, recurrió a la fuerza y tomó la ciudad en once días».
Por otra parte, Sila favoreció enormemente a Ilión, que se convirtió en una ciudad floreciente durante el período romano y disfrutó de la exención de todos los impuestos. La razón del favor romano era que el origen de la ciudad de Roma se remontaba a Troya. El concepto de Troya como patria de los antepasados romanos se estableció no más tarde del año 300 a. C., y hacia el 200 a. C. ya estaba suficientemente asentado como para ser conocido en el mundo griego.
Julio César y Augusto también se inclinaron por Ilión porque la gens Julia también remontaba el origen de su propia familia a Troya: consideraban que el nomen de Ascanio, hijo de Eneas, que llegó a Italia procedente de Troya, habría sido Ilos (en latín «Iulius»), "parecido a Ilión", y de ahí habría derivado el nombre de la familia. Sobre César en Ilión, véase Lucano, Farsalia, 9, 950-999.
Durante la época romana, Ilión o en latín Ilium floreció y fue reconstruida de tal forma que se conoce en arqueología como una fase de Troya IX.
Augusto y Marco Antonio instalaron a veteranos de la Legio XVI en Ilión después del 42 a. C.. El propio Augusto visitó Ilión en el año 20 y renovó la ciudad. Ilión se convirtió en una especie de «destino turístico» gracias a su pasado legendario. El emperador Adriano la visitó en 124 y la reconstruyó. En 214 la ciudad recibió la visita del emperador Caracalla. Quiso emular la época de los héroes legendarios, por lo que mató a su favorito Festo, que fue enterrado al estilo antiguo e hizo erigir un túmulo similar al de Aquiles y Áyax el Grande.
Constantino el Grande consideró el emplazamiento de Ilión, o Troya, como ubicación de su nueva capital en el año 300, antes de decidirse por situar su ciudad a orillas del Bósforo, donde nació Constantinopla.El emplazamiento de la ciudad seguía habitado al menos a principios del período bizantino, conocido como el estrato Troya X.

## Edificios y hallazgos

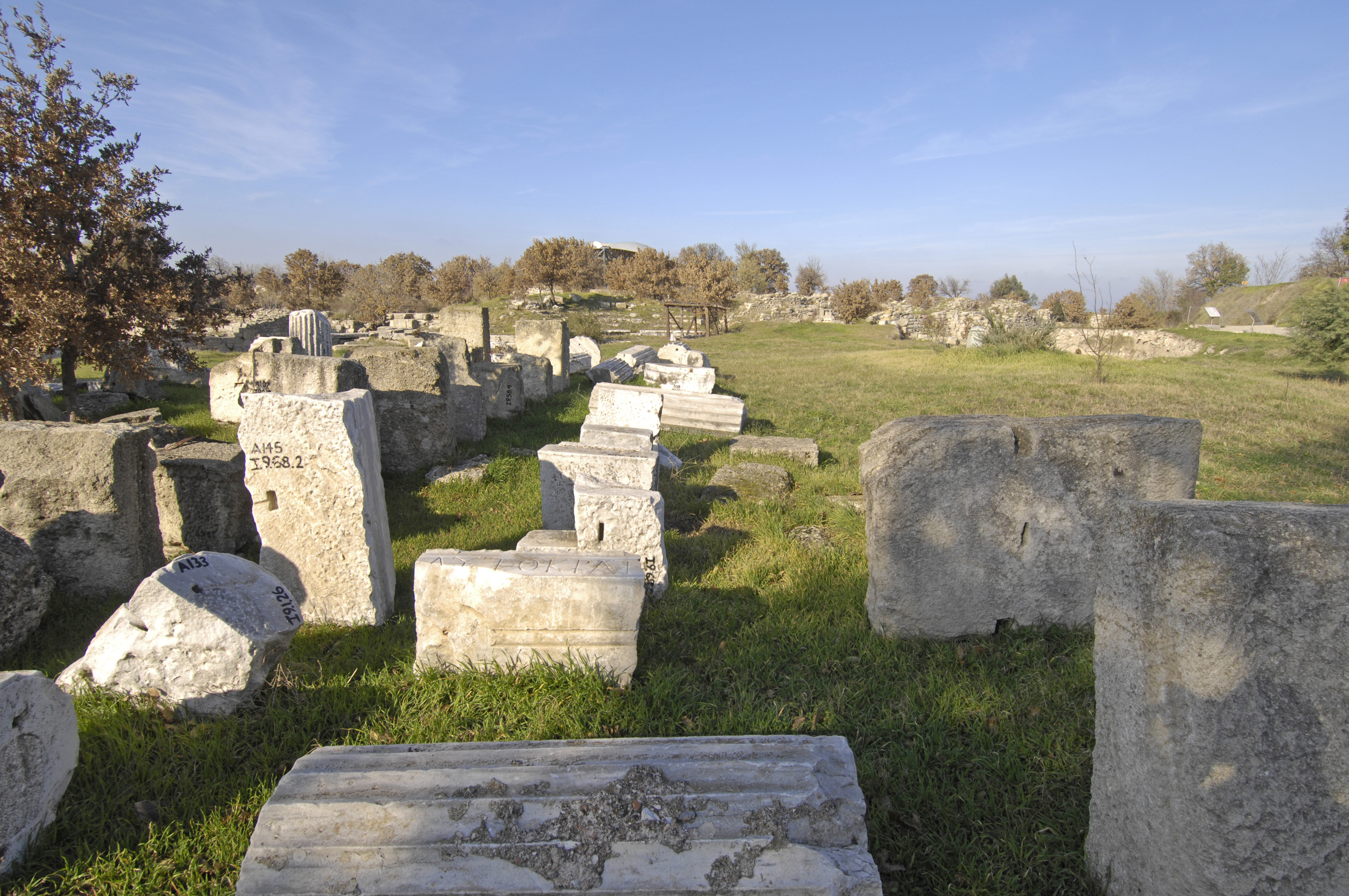
Ágora de Ilión.

De la Ilión de la época griega, o Troya VIII, quedan pocos vestigios. Fue destruida en gran parte durante la construcción de Troya IX. En un principio, Troya VIII aprovechó en gran medida las murallas restauradas de Troya VI, aunque era más grande que la ciudad de la Edad del Bronce. Las murallas más recientes datan de alrededor del 275-250 a. C. La Ilión romana, o Troya IX, era más grande que Troya VIII, pero incluso de ella quedan relativamente pocos restos.
Se supone que hubo al menos dos templos griegos en la ciudad. Se cree que uno de ellos se alzaba en el emplazamiento de la antigua fortaleza y estaba dedicado a Atenea Ilias. El otro estaba situado en el lado oeste de la fortaleza y supuestamente estaba dedicado a Cibeles. La ciudad contaba con un ágora, lugar de reunión y comercio, en cuyo borde se levantaban, entre otros, el buleuterio, el odeón y las termas.

### Templo de Atenea Ilias

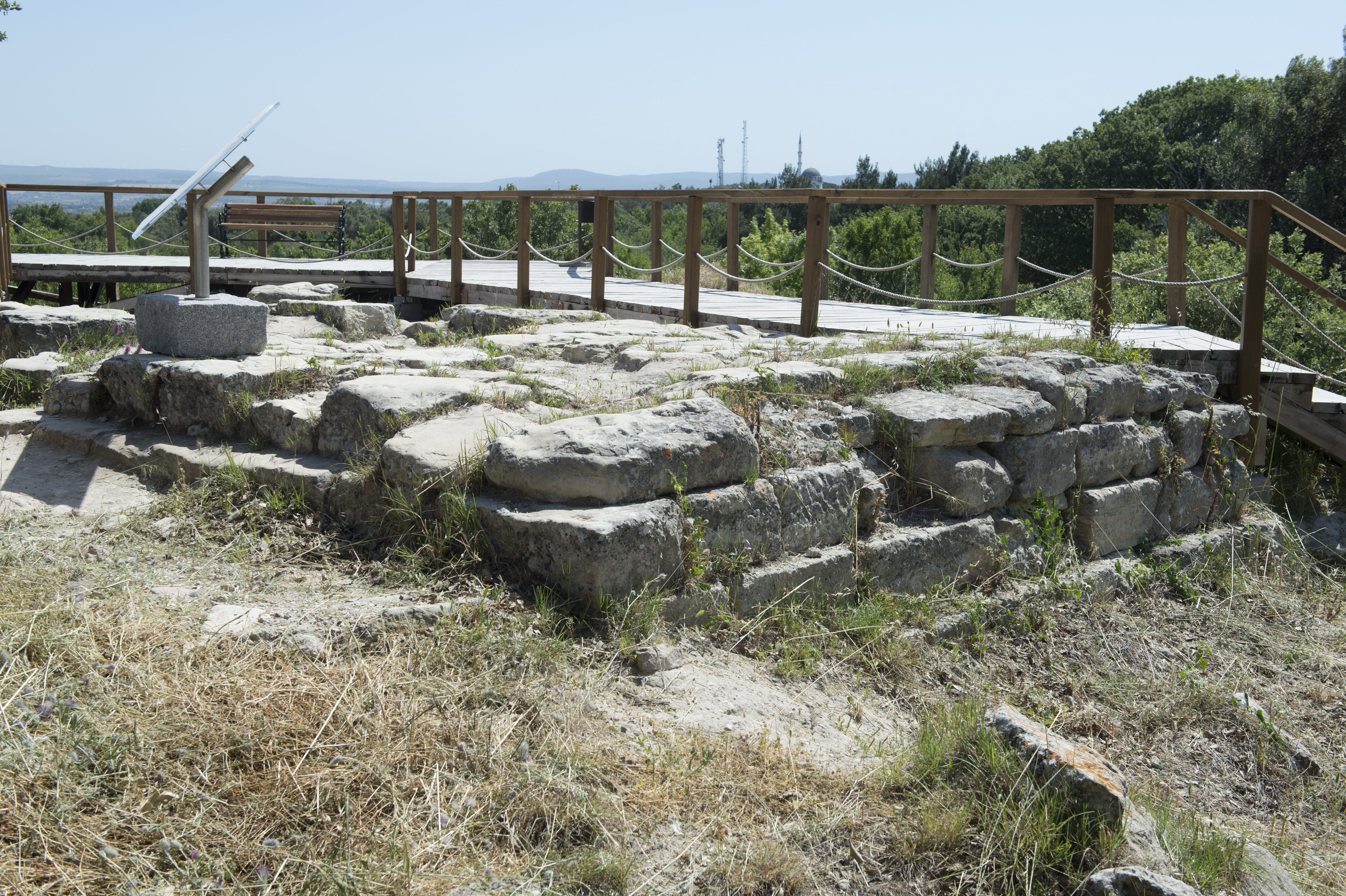
Ruinas del Templo de Atenea Ilias de la fase Troya VIII.

El culto principal de Ilión estaba dedicado a Atenea Ilias, y la ciudad tenía un templo u otro santuario dedicado a ella. La datación del templo es controvertida. Por lo general, se data a principios del periodo helenístico, en torno al 300-280 a. C., y Estrabón afirma que fue construido por Lisímaco. A veces se ha datade más tarde, en el siglo I a. C. El templo fue restaurado en época romana, presumiblemente por orden del emperador Augusto.
La superficie del templo era tan grande que abarcaba casi la mitad de la superficie de la anterior Troya VI. El edificio del templo era un peristilo y era de estilo dórico. Sus cimientos medían unos 36 × 16 metros, con 6 columnas en los lados cortos y 12 en los largos. En el interior del templo había un pronaos, una cella y un opistodomos. Lo que queda del templo es principalmente su entrada y elementos arquitectónicos y decorativos individuales.
De la decoración escultórica que se conserva del templo, la más famosa es la metopa, que representa al dios del sol Helios conduciendo un carro tirado por cuatro caballos. La losa de mármol de la metopa mide 0,86 × 0,86 metros. Actualmente está expuesta en el Altes Museum de Berlín. La imagen de culto del templo se basó en información sobre el aspecto que habría tenido la misteriosa estatua de Atenea, que se creía caída del cielo, el Paladio de la Troya original.
En el templo se celebraba anualmente un festival de ofrendas y competiciones deportivas.

### Santuario de Cibeles
Las excavaciones han revelado un santuario que data del periodo arcaico, 700-500 a. C.,,que estuvo en uso hasta la época romana. Durante su larga historia sufrió varias modificaciones. El santuario de Cibeles se construyó adosado a la muralla de Troya VI. Constaba de varios altares y pozos de sacrificio, así como de una especie de mirador escalonado para observar las ceremonias. En la zona del santuario se han encontrado numerosas estatuillas de Cibeles y Deméter, por lo que se cree que estuvo dedicado primero a la Cibeles anatolio-frigia y más tarde a la Deméter griega asociada.

### Buleuterio
El Buleuterio, lugar de reunión del consejo, estaba situado cerca del posterior odeón. Fue restaurado o reconstruido en época romana por orden de Augusto. El edificio tenía varias filas de bancos en semicírculo para los consejeros y estaba rodeado de muros por todos lados. Parte del edificio se construyó sobre los muros de Troya VI.

### Odeón

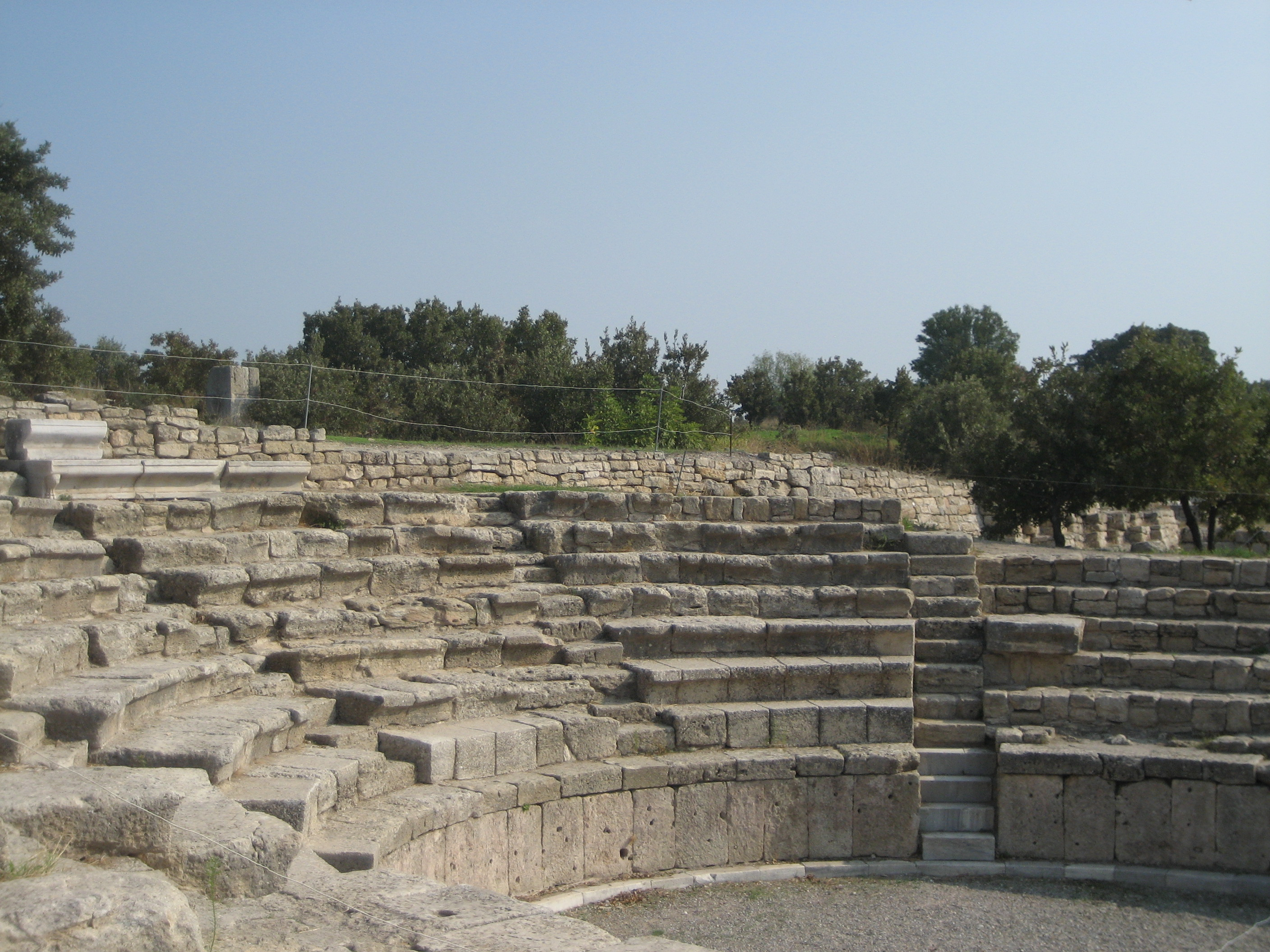
Ruinas del odeón romano de la época de Troya IX.

Ilión tenía un odeón o teatro musical romano, construido durante el reinado de Augusto. Fue restaurado bajo Adriano y Caracalla. El edificio tenía una cávea semicircular típica con ocho filas de bancos, divididas en bloques por cuatro escaleras verticales. En el centro de la fila superior de asientos hay un banco de mármol reservado al emperador. La skené o edificio escénico contenía una estatua de Adriano de tamaño natural, que está actualmente  en el Museo de Troya. La parte superior del Odeón también se construyó sobre las murallas de Troya VI.

### Otros edificios
Se sabe que la ciudad tuvo un teatro griego con un aforo de 8000 personas, pero no se ha encontrado. Las inscripciones sugieren que la ciudad también poseía un pritaneo y un dicasterión. Las excavaciones han revelado una palestra, unas termas romanas y partes de una extensa muralla.  Entre los primeros hallazgos arquitectónicos de la antigua ciudad se encuentran los capiteles eólicos de la época arcaica.

### Vestigios
Los vestigios de la antigua Ilión, así como del resto de Troya, se encuentran en el Museo de Troya y en el Museo Arqueológico de Estambul.